# Casalbore
Casalbore é uma comuna italiana da região da Campania, província de Avellino, com cerca de 2.081 habitantes. Estende-se por uma área de 27 km², tendo uma densidade populacional de 77 hab/km². Faz fronteira com Buonalbergo (BN), Ginestra degli Schiavoni (BN), Montecalvo Irpino, San Giorgio La Molara (BN).

## Demografia
| Variação demográfica do município entre 1861 e 2011                               |
|                                                                                   |
| Fonte: Istituto Nazionale di Statistica (ISTAT) - Elaboração gráfica da Wikipedia |